# Antonio Tauler
Antonio ("Toni") Tauler Llull (Palma de Mallorca, 11 april 1974) is een Spaans voormalig wielrenner.

## Belangrijkste overwinningen
1999
- 5e etappe Ronde van Murcia

2006
- Nationaal kampioenschap Spanje individuele tijdrit, Elite

## Resultaten in voornaamste wedstrijden
| Jaar | Ronde van Italië | Ronde van Frankrijk | Ronde van Spanje |
| ---- | ---------------- | ------------------- | ---------------- |
| 1998 | opgave           |                     |                  |
| 1999 |                  |                     | 47e              |
| 2000 |                  | 63e                 |                  |
| 2001 |                  | 76e                 | 55e              |
| 2002 |                  | opgave              | 39e              |
| 2003 |                  | opgave              | 97e              |
| 2005 | 126e             |                     |                  |

| Jaar | Milaan-San Remo |  | WK op de weg |
| ---- | --------------- |  | ------------ |
| 1998 |                 |  |              |
| 1999 |                 |  |              |
| 2000 |                 |  |              |
| 2001 | 169e            |  |              |
| 2002 |                 |  | 74e          |
| 2003 |                 |  |              |
| 2005 |                 |  |              |